# Hepialidae
Hepialidae es una familia de lepidópteros ditrisios perteneciente a la superfamilia Hepialoidea. Tiene alrededor de 500 especies en todo el mundo. La mayoría de las especies tienen una fuerte dimorfismo sexual: los machos son generalmente más pequeños y las hembras más grandes.
Consideramos que esta familia primitiva con diferencias estructurales en comparación con otros ácaros, por ejemplo, las antenas muy cortas y la ausencia de probóscide o frenillo .
Las larvas se alimentan en diversas maneras: algunas se alimentan de las hojas, otras se alimentan de raíces y otras de alimentos subterráneos dentro del tallo o el tronco de la planta hospedera. La hembra no pone sus huevos en un lugar específico, sino que los dispersa durante su vuelo (difusión), a veces en grandes cantidades (más de 10.000 una hembra en algunas especies).

## Géneros
- Abantiades Herrich-Schäffer, [1858]
- Aenetus Herrich-Schäffer, [1858]
- Afrotheora Nielsen and Scoble, 1986
- Ahamus Z.W. Zou & G.R. Zhang, 2010
- Andeabatis Nielsen and Robinson, 1983
- Antihepialus Janse, 1942
- Aoraia Dumbleton, 1966
- Aplatissa Viette, 1953
- Bipectilis Chus and Wang, 1985
- Blanchardinella Nielsen, Robinson & Wagner, 2000
- Bordaia Tindale, 1932
- Calada Nielsen and Robinson, 1983
- Callipielus Butler, 1882
- Cibyra Walker, 1856
- Cladoxycanus Dumbleton, 1966
- Dalaca Walker, 1856
- Dalaca auctt., nec Walker, 1856
- Dioxycanus Dumbleton, 1966
- Druceiella Viette, 1949
- Dumbletonius; auctt
- Elhamma Walker, 1856
- Endoclita; Felder, 1874
- Eudalaca Viette, 1950
- Fraus Walker, 1856
- Gazoryctra Hübner, [1820]
- Gorgopis Hübner, [1820]
- Heloxycanus Dugdale, 1994
- Hepialiscus Hampson, [1893]
- Hepialus Fabricius, 1775
- Jeana Tindale, 1935
- Korscheltellus Börner, 1920
- Leto Hübner, [1820]
- Metahepialus Janse, 1942
- Napialus Chu and Wang, 1985
- Neohepialiscus Viette, 1948
- Oncopera
- Oxycanus Walker, 1856
- Palpifer Hampson, [1893]
- Parahepialus Z.W. Zou & D.R. Zhang, 2010
- Parahepialiscus Viette, 1950
- Parapielus Viette, 1949
- Parathitarodes Ueda, 1999
- Pfitzneriana Viette, 1952
- Pfitzneriella Viette, 1951
- Pharmacis Hübner, [1820]
- Phassodes Bethune-Baker, 1905
- Phassus Walker, 1856
- Phialuse Viette, 1961
- Phymatopus Wallengren, 1869
- Phymatopus auctt. nec Wallengren, 1869
- Puermytrans Viette, 1951
- Roseala Viette, 1950
- Schausiana Viette, 1950
- Sthenopis auctt. nec Packard, [1865]
- Thitarodes Viette, 1968
- Trichophassus Le Cerf, 1919
- Trictena Meyrick, 1890
- Triodia
- Wiseana Viette, 1961
- Xhoaphryx Viette, 1953
- Zelotypia Scott, 1869
- Zenophassus Tindale, 1941
- †Oiophassus J. F. Zhang, 1989
- †Prohepialus Piton, 1940
- †Protohepialus Pierce, 1945.